# Casa de Ciriaco

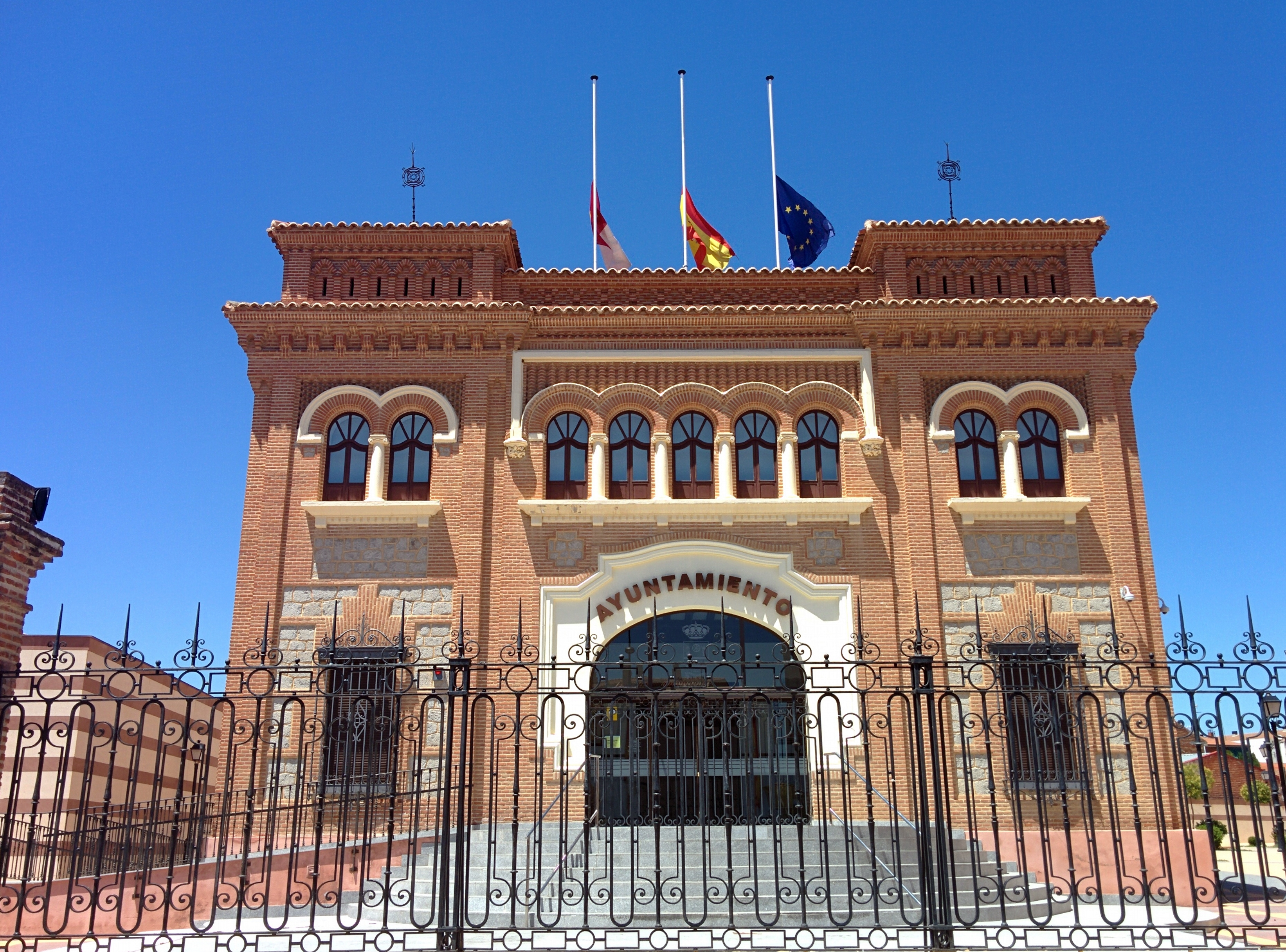
Casa de Ciriaco, convertida desde 2009 en la nueva casa consistorial de Yuncos

La casa de Ciriaco, que se llama así por el nombre de su antiguo propietario, es una casa palacio de estilo neomudéjar situada en la calle Real de la localidad toledana de Yuncos, y que ahora alberga al nuevo Ayuntamiento. Se contrató a Narciso Clavería para construirla en 1929, unos años después de su obra más famosa, la actual Estación de Toledo (estación ferroviaria). Sus suelos y sus azulejos interiores talaveranos de Ruiz de Luna datan de 1926 y adornan las paredes de su patio de luces. Sus vidrieras fueron restauradas durante la última remodelación del edificio. La edificación es de la época del Barroco.

## Historia
Durante la guerra civil española, fue utilizado como cuartel por el general José Enrique Varela y en su patio delantero, al pie de las escaleras, nos podemos encontrar con un búnker construido en 1936. En los años 90 fue convertido en discoteca, con el nombre de Christian Garden, más tarde se convirtió en la Terraza Tiburón y desde su cierre, esta casa palacio ha estado abandonada, hasta que en 2003 fue adquirida por el Ayuntamiento y rehabilitada años más tarde (con una inversión de 2,5 millones de euros) para albergar las nuevas dependencias administrativas, siendo inaugurada en 2009.